# Acer fauriei
Acer fauriei é uma espécie de árvore do gênero Acer, pertencente à família Aceraceae.